# Non vado via
Non vado via è un singolo della cantante italiana Arisa, pubblicato il 5 maggio 2023.

## Descrizione
Il brano evoca le sonorità delle ballad anni novanta, sfociando in un intenso ritornello in cui l’assoluto protagonista è il timbro inconfondibile della cantante. Le parole del testo raccontano di un sentimento positivo e importante, della voglia di esserci e di restare, nonostante tutto. 
In occasione dell'uscita del brano la cantante ha dichiarato:
La canzone sarebbe stata ispirata dalla storia d’amore vissuta con il ballerino Vito Coppola, con il quale la cantante ha vinto la sedicesima edizione di Ballando con le stelle.

## Video musicale
Il video ufficiale, diretto da Gabriele Morzilli, è stato pubblicato in concomitanza con il lancio del singolo attraverso il canale YouTube della cantante e mostra Arisa intonare il brano mentre sullo sfondo si staglia lo skyline della città di Roma. In sovraimpressione scorre il testo della canzone.

## Tracce
Testi e musiche di Rosalba Pippa, Giuseppe D'Albenzio, Davide Maiale e Claudia Pasquariello.
1. Non vado via – 3:55